# Vuelta al Ecuador 2022
La 39.ª edición de la Vuelta al Ecuador se celebró entre el 12 y el 19 de noviembre de 2022 con inicio en El Empalme y final en la Ciudad Mitad del Mundo en Ecuador. El recorrido constó de un total de 8 etapas sobre una distancia total de 1236,44 km.
La competencia contó con el aval de la UCI y formó parte del calendario UCI América Tour 2023, siendo de categoría UCI 2.2. La competencia también formó parte del calendario de la Federación Ecuatoriana de Ciclismo para 2022.

## Equipos participantes
Tomaron la partida un total de 118 ciclistas, pertenecientes a 19 equipos, de los cuales tres son equipos continentales. Los equipos que tomaron partida en la primera etapa fueron:
| Equipos continentales (3)- Movistar-Best PC - Team Banco Guayaquil-Ecuador - Medellín-EPM Equipo ciclista aficionado- Canel's-ZeroUno Equipos regionales y de clubes (15)- Rio Grande Elite Cycling - Team C&S Technology - Team Corratec America - Club AVV Perú - Team Pichincha - Nariño Tierra de Ciclistas - Team Jonathan Narváez S-F - Team Saitel - Club Richard Carapaz - Team CineCable Internet Twitter - Club D.E.F. Halcones Unidos - Team Orgullo Azuayo - Toscana Cayambe - Team Andalucia LDU - Team Bicicoca |
| |

## Recorrido
| Etapa     | Fecha     | Recorrido                                       | type                   | Distancia (km) | Ganador                   | Líder                  |
| --------- | --------- | ----------------------------------------------- | ---------------------- | -------------- | ------------------------- | ---------------------- |
| 1.ª etapa | 12 de nov | Quevedo – Velasco Ibarra                        | etapa llana            | 216,46         | Ignacio de Jesús Prado    | Ignacio de Jesús Prado |
| 2.ª etapa | 13 de nov | Velasco Ibarra – Puerto Quito                   | etapa escarpada        | 203,6          | Juan Diego Hoyos          | Ignacio de Jesús Prado |
| 3.ª etapa | 14 de nov | Puerto Quito – Calacalí                         | etapa de media montaña | 121,9          | Robinson Chalapud         | Robinson Chalapud      |
| 4.ª etapa | 15 de nov | San Luis Otavalo – San Gabriel                  | etapa de montaña       | 153,4          | Jymmi Santiago Montenegro | Robinson Chalapud      |
| 5.ª etapa | 16 de nov | Tufiño – Tulcán                                 | etapa de montaña       | 117,4          | Elvis Cotacachi           | Robinson Chalapud      |
| 6.ª etapa | 17 de nov | San Gabriel – San Pedro de Cayambe              | etapa de media montaña | 179            | Jymmi Santiago Montenegro | Robinson Chalapud      |
| 7.ª etapa | 18 de nov | San Pedro de Cayambe – Ciudad Mitad del Mundo   | etapa de media montaña | 128,7          | Jaime Chacón Carreño      | Robinson Chalapud      |
| 8.ª etapa | 19 de nov | Ciudad Mitad del Mundo – Ciudad Mitad del Mundo | etapa escarpada        | 159,9          | Jymmi Santiago Montenegro | Robinson Chalapud      |

## Clasificaciones finales

### Clasificación general
| \| Clasificación general \| Clasificación general \| Clasificación general \| Clasificación general \| Clasificación general \| \| Ciclista \| Ciclista \| Equipo \| Tiempo \| \| \| --------------------- \| ------------------------- \| ------------------------------- \| --------------------- \| --------------------- \| \| 1.º \| Robinson Chalapud \| Team Banco Guayaquil-Ecuador \| 32 h 10 min 10 s \| \| \| 2.º \| Cristhian Montoya \| Medellín-EPM \| + 1 min 01 s \| \| \| 3.º \| Jymmi Santiago Montenegro \| Movistar-Best PC \| + 4 min 50 s \| \| \| 4.º \| Javier Jamaica \| Medellín-EPM \| + 7 min 50 s \| \| \| 5.º \| Wilson Haro \| Team Banco Guayaquil-Ecuador \| + 8 min 32 s \| \| \| 6.º \| Marlon Castro Ortega \| Nariño Tierra de Ciclistas \| + 9 min 35 s \| \| \| 7.º \| David Caicedo \| Team CineCable Internet Twitter \| + 10 min 12 s \| \| \| 8.º \| Bryan Obando \| Team C&S Technology \| + 13 min 45 s \| \| \| 9.º \| Carlos Alberto Gutiérrez \| Team Banco Guayaquil-Ecuador \| + 15 min 11 s \| \| \| 10.º \| Yeison Reyes \| Medellín-EPM \| + 15 min 18 s \| \| |                           |                                 |                  |
| |                           |                                 |                  |
| |                           |                                 |                  |
| Clasificación general |                           |                                 |                  |
| Ciclista | Ciclista                  | Equipo                          | Tiempo           |
| 1.º | Robinson Chalapud         | Team Banco Guayaquil-Ecuador    | 32 h 10 min 10 s |
| 2.º | Cristhian Montoya         | Medellín-EPM                    | + 1 min 01 s     |
| 3.º | Jymmi Santiago Montenegro | Movistar-Best PC                | + 4 min 50 s     |
| 4.º | Javier Jamaica            | Medellín-EPM                    | + 7 min 50 s     |
| 5.º | Wilson Haro               | Team Banco Guayaquil-Ecuador    | + 8 min 32 s     |
| 6.º | Marlon Castro Ortega      | Nariño Tierra de Ciclistas      | + 9 min 35 s     |
| 7.º | David Caicedo             | Team CineCable Internet Twitter | + 10 min 12 s    |
| 8.º | Bryan Obando              | Team C&S Technology             | + 13 min 45 s    |
| 9.º | Carlos Alberto Gutiérrez  | Team Banco Guayaquil-Ecuador    | + 15 min 11 s    |
| 10.º | Yeison Reyes              | Medellín-EPM                    | + 15 min 18 s    |

### Clasificación de la montaña
| Clasificación de la montaña | Clasificación de la montaña | Clasificación de la montaña     | Clasificación de la montaña | Clasificación de la montaña |
| Ciclista                    | Ciclista                    | Equipo                          | Puntos                      |                             |
| --------------------------- | --------------------------- | ------------------------------- | --------------------------- | --------------------------- |
| 1.º                         | Jymmi Santiago Montenegro   | Movistar-Best PC                | 33 pts                      |                             |
| 2.º                         | Bryan Rosero                | Team CineCable Internet Twitter | 29 pts                      |                             |
| 3.º                         | Cristhian Montoya           | Medellín-EPM                    | 22 pts                      |                             |
| 4.º                         | Jaime Chacón Carreño        | Medellín-EPM                    | 22 pts                      |                             |
| 5.º                         | Bryan Obando                | Team C&S Technology             | 16 pts                      |                             |
| 6.º                         | Pablo Caicedo               | Movistar-Best PC                | 11 pts                      |                             |
| 7.º                         | Byron Guamá                 | Movistar-Best PC                | 11 pts                      |                             |
| 8.º                         | Elvis Cotacachi             | Team Jonathan Narváez S-F       | 11 pts                      |                             |
| 9.º                         | David Caicedo               | Team CineCable Internet Twitter | 10 pts                      |                             |
| 10.º                        | Robinson Chalapud           | Team Banco Guayaquil-Ecuador    | 9 pts                       |                             |

### Clasificación de las metas volantes
| Clasificación de las metas volantes | Clasificación de las metas volantes | Clasificación de las metas volantes | Clasificación de las metas volantes | Clasificación de las metas volantes |
| Ciclista                            | Ciclista                            | Equipo                              | Puntos                              |                                     |
| ----------------------------------- | ----------------------------------- | ----------------------------------- | ----------------------------------- | ----------------------------------- |
| 1.º                                 | Pablo Caicedo                       | Movistar-Best PC                    | 41 pts                              |                                     |
| 2.º                                 | David Villarreal                    | Team C&S Technology                 | 31 pts                              |                                     |
| 3.º                                 | Alain Quispe                        | Club AVV Perú                       | 28 pts                              |                                     |
| 4.º                                 | Efrén Santos                        | Canel's-ZeroUno                     | 14 pts                              |                                     |
| 5.º                                 | Elvis Cotacachi                     | Team Jonathan Narváez S-F           | 9 pts                               |                                     |
| 6.º                                 | Alexis Narváez                      | Team Pichincha                      | 7 pts                               |                                     |
| 7.º                                 | Joel Burbano                        | Team Jonathan Narváez S-F           | 5 pts                               |                                     |
| 8.º                                 | José Reyes                          | Canel's-ZeroUno                     | 5 pts                               |                                     |
| 9.º                                 | Carlos Guerra                       | Team C&S Technology                 | 5 pts                               |                                     |
| 10.º                                | Jaime Chacón Carreño                | Medellín-EPM                        | 5 pts                               |                                     |

### Clasificación sub-23
| Clasificación sub-23 | Clasificación sub-23 | Clasificación sub-23            | Clasificación sub-23 | Clasificación sub-23 |
| Ciclista             | Ciclista             | Equipo                          | Tiempo               |                      |
| -------------------- | -------------------- | ------------------------------- | -------------------- | -------------------- |
| 1.º                  | Marlon Castro Ortega | Nariño Tierra de Ciclistas      | 32 h 19 min 45 s     |                      |
| 2.º                  | David Caicedo        | Team CineCable Internet Twitter | + 37 s               |                      |
| 3.º                  | Bryan Obando         | Team C&S Technology             | + 4 min 10 s         |                      |

### Clasificación por equipos
| Clasificación por equipos | Clasificación por equipos       | Clasificación por equipos | Clasificación por equipos |
| Equipo                    | Equipo                          | Tiempo                    |                           |
| ------------------------- | ------------------------------- | ------------------------- | ------------------------- |
| 1.º                       | Medellín-EPM                    | 96 h 44 min 49 s          |                           |
| 2.º                       | Team Banco Guayaquil-Ecuador    | + 9 min 22 s              |                           |
| 3.º                       | Movistar-Best PC                | + 26 min 57 s             |                           |
| 4.º                       | Team Jonathan Narváez S-F       | + 2 h 18 min 50 s         |                           |
| 5.º                       | Canel's-ZeroUno                 | + 2 h 30 min 41 s         |                           |
| 6.º                       | Team C&S Technology             | + 2 h 42 min 13 s         |                           |
| 7.º                       | Team CineCable Internet Twitter | + 2 h 51 min 55 s         |                           |
| 8.º                       | Nariño Tierra de Ciclistas      | + 3 h 05 min 30 s         |                           |
| 9.º                       | Club AVV Perú                   | + 3 h 24 min 36 s         |                           |
| 10.º                      | Team Saitel                     | + 3 h 58 min 46 s         |                           |

## Evolución de las clasificaciones
| Etapa                   | Ganador de etapa        | Clasificación general | Clasificación de la montaña | Clasificación de las metas volantes | Clasificación sub-23 | Premio de la Combatividad |
| ----------------------- | ----------------------- | --------------------- | --------------------------- | ----------------------------------- | -------------------- | ------------------------- |
| 1.ª                     | Ignacio Prado           | Ignacio Prado         | Ignacio Prado               | Ignacio Prado                       | Jorge García         | John Borstelmann          |
| 2.ª                     | Juan Diego Hoyos        | Ignacio Prado         | Ignacio Prado               | Ignacio Prado                       | Jorge García         | Pablo Caicedo             |
| 3.ª                     | Robinson Chalapud       | Robinson Chalapud     | Cristian Montoya            | Ignacio Prado                       | Marlon Castro        | Sebastián Caicedo         |
| 4.ª                     | Santiago Montenegro     | Robinson Chalapud     | Santiago Montenegro         | Ignacio Prado                       | Marlon Castro        | Mauricio Irua             |
| 5.ª                     | Elvis Cotacachi         | Robinson Chalapud     | Bryan Rosero                | Pablo Caicedo                       | Marlon Castro        | Byron Guamá               |
| 6.ª                     | Santiago Montenegro     | Robinson Chalapud     | Bryan Rosero                | Pablo Caicedo                       | Marlon Castro        | Bryan Obando              |
| 7.ª                     | Jaime Chacón Carreño    | Robinson Chalapud     | Bryan Rosero                | Pablo Caicedo                       | Marlon Castro        | David Caicedo             |
| 8.ª                     | Santiago Montenegro     | Robinson Chalapud     | Santiago Montenegro         | Pablo Caicedo                       | Marlon Castro        | Pablo Caicedo             |
| Clasificaciones finales | Clasificaciones finales | Robinson Chalapud     | Santiago Montenegro         | Pablo Caicedo                       | Marlon Castro        | Pablo Caicedo             |

## UCI America Tour
La Vuelta al Ecuador otorga puntos para el UCI America Tour y el UCI World Ranking para corredores de los equipos en las categorías UCI ProTeam y Continental. Las siguientes tablas muestran el baremo de puntuación y los 10 corredores que obtuvieron más puntos:
| Posición              | 1.º | 2.º | 3.º | 4.º | 5.º | 6.º | 7.º | 8.º | 9.º | 10.º |
| Clasificación general | 40  | 30  | 25  | 20  | 15  | 10  | 5   | 3   | 3   | 3    |
| Por etapa             | 7   | 3   | 1   |     |     |     |     |     |     |      |
| Líder                 | 1   |     |     |     |     |     |     |     |     |      |